# Vinasat 1
Vinasat 1 — перший в'єтнамський супутник, запущений 18 квітня 2008 року за допомогою ракети-носія Аріан 5 ECA з космодрому Куру у Французькій Гвіані. Одночасно з Vinasat-1 на орбіту був виведений бразильський супутник Star One C2. Vinasat-1 призначений для надання телекомунікаційних послуг, у тому числі телевізійного цифрового мовлення, телефонного зв'язку та ін на території В'єтнам а і найближчих до нього країн Південно-Східної Азії. Розрахункова точка стояння — 132 ° в. д. Вартість виготовлення супутника разом із запуском і наступним обслуговуванням становить ≈ 300 млн. $.

## Конструкція
Vinasat-1 був виготовлений компанією  Lockheed Martin Commercial Space Systems на базі платформи A2100A. Супутник має такі габарити (Д х Ш х В) 3,8 x 1,9 x 1,9 метра (зі складеними антенами і сонячними батареями). На КА встановлено дві панелі сонячних батарей з розмахом 14,7 метра. Для корекції орбіти супутник оснащений британським двокомпонентним апогейним ЖРД Leroc-1C, що має тягу 458 Н і 4-ма малими двигунами MR-510.
Корисне навантаження супутника складається з 12 транспондер ів Ku-діапазон а і 8 транспондерів C-діапазона, мають потужність випромінювання відповідно 90 і 85 Вт і ширину пропускання 36 МГц.